# Prayers on Fire
Prayers on Fire je první studiové album australské rockové skupiny The Birthday Party, vydané pod tímto názvem (dříve skupina vydala dvě alba jako The Boys Next Door). Album vyšlo v dubnu 1981 u vydavatelství Missing Link Records v Austrálii a u vydavatelství 4AD ve Spojeném království. Nahráno bylo od prosince 1980 do ledna 1981 a o produkci se spolu s členy skupiny staral Tony Cohen.

## Seznam skladeb
| Pořadí | Název             | Hudba             | Text               | Délka |
| ------ | ----------------- | ----------------- | ------------------ | ----- |
| 1.     | Zoo-Music Girl    | Rowland S. Howard | Nick Cave          | 2:38  |
| 2.     | Cry               | Cave              | Cave               | 2:42  |
| 3.     | Capers            | Howard            | Genevieve McGuckin | 2:39  |
| 4.     | Nick the Stripper | Cave              | Cave               | 3:52  |
| 5.     | Ho-Ho             | McGuckin          | Howard             | 3:07  |
| 6.     | Figure of Fun     | Cave, Howard      | Cave               | 2:48  |
| 7.     | King Ink          | Cave, Howard      | Cave               | 4:41  |
| 8.     | A Dead Song       | Cave              | Anita Lane         | 2:13  |
| 9.     | Yard              | Cave              | Cave               | 5:04  |
| 10.    | Dull Day          | Howard            | Howard             | 3:04  |
| 11.    | Just You and Me   | Mick Harvey       | Cave               | 2:03  |

| Bonusy na reedici | Bonusy na reedici | Bonusy na reedici | Bonusy na reedici | Bonusy na reedici |
| Pořadí            | Název             | Hudba             | Text              | Délka             |
| ----------------- | ----------------- | ----------------- | ----------------- | ----------------- |
| 12.               | Blundertown       | Howard            | Howard            | 3:10              |
| 13.               | Kathy's Kisses    | Cave              | Cave              | 4:05              |

## Obsazení
The Birthday Party
- Nick Cave – zpěv, saxofon v „Yard“, klavír v „King Ink“, bicí v „Just You and Me“
- Rowland S. Howard – kytara, zpěv, saxofon, doprovodné vokály
- Mick Harvey – varhany, klavír, kytara, doprovodné vokály
- Tracy Pew – baskytara, klarinet, kontrabas
- Phill Calvert – bicí

Ostatní
- Phillip Jackson – trubka v „Zoo-Music Girl“ a „Nick the Stripper“
- Mick Hauser – tenorsaxofon v „Nick the Stripper“
- Stephen Ewart – pozoun v „Nick the Stripper“